# Khánh Vân (xã)
Khánh Vân là một xã cũ thuộc huyện Yên Khánh cũ, tỉnh Ninh Bình, Việt Nam.

## Địa lý
Xã Khánh Vân nằm ở phía tây bắc huyện Yên Khánh, cách trung tâm thành phố Ninh Bình 12 km, có vị trí địa lý: 
- Phía đông giáp xã Khánh Hải
- Phía tây giáp huyện Yên Mô
- Phía nam giáp thị trấn Yên Ninh
- Phía bắc giáp xã Khánh Cư.

Xã Khánh Vân có diện tích 6,08 km², dân số năm 2019 là 5.958 người, mật độ dân số đạt 914 người/km².
Đây là một xã có đường quốc lộ 10 nối thành phố Ninh Bình với thị trấn Phát Diệm đi qua.
Đây là địa phương có dự án Đường cao tốc Ninh Bình – Hải Phòng đi qua.
Đây cũng là một xã nằm bên bờ sông Vạc.

## Hành chính
Xã Khánh Vân được chia thành 11 thôn: Bình Chung, Đông Nội, Đông Thịnh, La Bình, Lưu Mỹ, Phúc Hà, Phú Xuân, Thông Xuân, Vân Lai, Vân Tiến, Xuân Tiến.

## Lịch sử
Ngày 27 tháng 4 năm 1977, Hội đồng chính phủ ban hành Quyết định 125-CP về việc sáp nhập xã Khánh Văn thuộc huyện Yên Khánh mới giải thể vào huyện Yên Mô thành lập huyện Tam Điệp.
Ngày 4 tháng 7 năm 1994, Chính phủ ban hành Nghị định số 59-CP về việc chuyển xã Khánh Vân thuộc huyện Tam Điệp về huyện Yên Khánh mới tái lập quản lý.
Ngày 2 tháng 11 năm 1996, Chính phủ ban hành Nghị định 69-CP về việc thành lập thị trấn Yên Ninh trên cơ sở điều chỉnh 7,27 ha diện tích tự nhiên và 213 nhân khẩu của xã Khánh Vân.
Sau khi điều chỉnh địa giới hành chính, xã Khánh Vân còn lại 592,90 ha diện tích tự nhiên và 5.242 nhân khẩu.

## Kinh tế
Nghề đan thúng ở các thôn La Bình, Đông Thịnh.